# ویورلی هال، جورجیا
ویورلی هال (به انگلیسی: Waverly Hall) یک شهر در ایالات متحده آمریکا است که در شهرستان هریس، جورجیا واقع شده‌است. ویورلی هال ۸٫۷۰ کیلومتر مربع مساحت و ۷۳۵ نفر جمعیت دارد و ۲۲۶ متر بالاتر از سطح دریا واقع شده‌است.